# Katrine Fuglsang
Katrine Wacher Fuglsang (født 28. januar 1992 i Frederikshavn) er en dansk journalist. Fra 1. april 2019 er hun Christiansborg-redaktør hos TV 2, og politisk analytiker for TV2 Nord og TV 2/Fyn. Før var hun redaktør og nyhedsvært hos TV Midtvest.

## Historie
Fuglsang voksede op i Frederikshavn, hvor meget af tiden blev brugt på håndbold. Hun begyndte at spille hos Frederikshavn fI, hvor hun også fungerede som ungdomstræner i knap fem år. Som ynglingespiller skiftede hun til Strandby/Elling IF i januar 2011. Her fik hun debut for klubbens hold i 2. division.
Hun blev student fra Frederikshavn Gymnasium og HF i sommeren 2010, hvorefter hun arbejdede ét år hos Intersports butik i Frederikshavn. Fra tiden i gymnasiet begyndte hun at lave frivilligt journalistisk arbejde for Kanal Frederikshavn.
I september 2011 rykkede Katrine Fuglsang til Odense, for at læse til en bachelor i journalistik på Center for Journalistik ved Syddansk Universitet. I august 2013 blev hun journalistpraktikant hos TV Midtvest i Holstebro. I februar 2015 blev hun fastansat på tv-stationen, og to måneder efter var hun uddannet journalist. I slutningen af 2016 blev hun redaktør, og én af stationens faste studieværter. Ved CIRCOMs årlige prisuddeling Prix CIRCOM Regional Programme Award, vandt Katrine Fuglsang i 2018 prisen som “Årets Skærmtalent”.
Fra 1. april 2019 blev bopælen København, efter hun blev ansat som Christiansborg-redaktør hos TV 2, og politisk analytiker for TV2 Nord og TV 2/Fyn.

## Trivia
I dagene før sin 25 års fødselsdag i januar 2017, sendte Katrine Fuglsang et personligt brev til alle naboerne i hendes opgang i Holstebro. Formålet var at advare naboerne om at der ville komme ti veninder på besøg på selve dagen, og at der kunne komme støj fra festen. Brevet blev en humoristisk løsning, der indebar slik kombineret med ordspil. Det nåede også frem til Instagram-brugeren Anders Hemmingsen, som delte det med sine dengang 368.000 følgere. Med mere end 35.000 likes på kort tid, blev Fuglsangs brev det mest likede billede på Hemmingsens profil nogensinde. Flere medier beskrev efterfølgende brevet.